# از کجا آمده‌ایم؟ کیستیم؟ به کجا می‌رویم؟
از کجا آمده‌ایم؟ کیستیم؟ به کجا می‌رویم؟ یک تابلو نقاشی اثر پل گوگن، نقاش فرانسوی است. گوگن در سمت چپ بالای تابلو اصلی این عنوان را به زبان فرانسه نوشت. (D'où Venons Nous / Que Sommes Nous / Où Allons Nous) در دستخط هنرمند که روی بوم نوشته است علامت سؤال و خط تیره وجود ندارد و همه کلمات با حروف بزرگ نوشته شده‌است. در سمت راست بالای تابلو به صورت: پ . گوگن / ۱۸۹۷ امضا کرده و تاریخ زده است.
تابلو در تاهیتی کشیده شده‌است، و در موزه هنرهای زیبای بوستون، ایالت ماساچوست، آمریکا نگهداری می‌شود.

## زمینه
گوگن از سن یازده تا شانزده سالگی بیرون اورلئان در پُتی سِمینِر د لا شاپل–سن–مِمَن دانش آموز بود. درس آداب نماز کاتولیکی جزوی از درسهای مدرسه بود، معلم این درس اسقف اورلئان، فلیکس–آنتوان–فیلیبر دوپانلوپ بود. دوپانلوپ آموزش و دستورهای مذهبی اش را طوری ترتیب داه بود که در ذهن پسران جوان مدرسه‌ای جای بگیرد؛ و آن‌ها را به سوی عکس‌العمل روحی صحیحی از طبیعت زندگی رهبری کند. سه سؤال اساسی درسهای او اینها بودند: انسان از کجا می‌آید؟ به کجا می‌رود؟ چگونه پیش می‌رود؟ گرچه گوگن بعدها اظهار می‌کرد که ضد روحانیت است، این سؤالهای دوپانلوپ آشکارا درذهنش مانده بود.
سال ۱۸۹۱ در جستجوی یک جامعه خالص و ساده‌تر از هموطنان فرانسوی اش، به تاهیتی رفت. به اضافه چندین نقاشی دیگر که -افسانه فردگرایی شدید او را نشان می‌دهد- این نقاشی را در سال ۱۸۹۷ یا ۱۸۹۸ کامل کرد.گوگن آن را یک شاهکار و تجلیگاه اوج افکار والا یش در نظر می‌گرفت.
در ۱۸۹۸، نقاشی را برای ژرژ–دانیل د مون‌فرید به پاریس فرستاد. در نتیجه تابلو نزد چند نفر به امانت گذاشته شده و به چند پاریسی و تاجران اروپایی و کلکسیون داران فروخته شد. تا اینکه در سال ۱۹۳۶ گالری ماری هاریمن در نیویورک آن را خرید.موزه هنرهای زیبای بوستون آن را از گالری ماری هاریمن در ۱۶ آوریل ۱۹۳۶ گرفت.
تابلو از ۱۷ فوریه تا ۱۲ ماه مه سال ۲۰۰۷ در مؤسسه هنری شیکاگو در نمایشگاه «از سزان تا پیکاسو» در معرض نمایش قرار داشت.

## سبک و تجزیه‌وتحلیل نقاشی
گوگن بدنبال تکمیل اثرش - قسم خورد که خودکشی خواهد کرد (که نکرد)، چیزی که قبلاً سعی کرده بود بیان کند، نشان می‌دهد که نقاشی باید از راست به چپ خوانده شود، با سه گروه عمده تصاویر که سه سؤال مطرح شده در عنوان را بیان می‌کنند. سه زن با یک کودک شروع زندگی را نشان می‌دهد؛ گروهی که در وسط هستند سمبول روزمرگی بزرگسالی است، و در گروه آخر طبق گفته هنرمند: «یک پیرزن با نزدیک شدن مرگ با قرار گرفتن بر روی زانوان افکار خود را با آن تطبیق داده و تسلیم شده است.» یک پرنده سفید عجیب ... بی‌حاصل بودن کلمات را نشان می‌دهد. بت آبی در زمینه ظاهراً نشانگر چیزی است که گوگن آن را «ماورا» توصیف می‌کند. به‌طور کلی گوگن دربارهٔ این اثر گفت: من باور دارم که این تابلو نه تنها از همه کارهای پیشین من بهتر است، بلکه هرگز دیگرنخواهم توانست تابلویی بهتر از آن یا شبیه آن بکشم.» گوگن چنان متقاعد شده بود که در بقیه عمرش موفق نخواهد بود که سعی کرد خودکشی کند اما ناموفق بود.
نقاشی تأکیدی برپیشقدم بودن گوگن در سبک پسادریافتگری است. هنر او از یک‌سو همچون امپرسیونیست‌ها روی استفاده از رنگ‌های روشن و تاش‌های ضخیم تأکید می‌کرد (هرچند امپرسیونیستها تمرکز بیشتری روی ضربات سریع قلم داشتند)، و از سویی در پی انتقال نیروی هیجانی و اکسپرسیونیستی بود؛ شیوه‌ای که در پیوستگی با دیگر حرکت‌های آوانگارد قرن بیستم شامل: کوبیسم و فوویسم ظاهر شد.